# Samuel Mensiro
Samuel Mensiro, né le 19 mai 1989, est un footballeur ghanéen. Il évolue au poste de défenseur central avec le club d'Östersunds FK.

## Biographie
Chez les jeunes, il joue dans son pays d'origine, le Ghana. 
À l'époque où il est membre de la Right to Dream Academy, il a l'occasion d'entrer à l'académie d'Everton mais certains problèmes avec son permis de travail le force à retourner en Afrique. 
Au Ghana, il joue pendant deux ans avec le SC Accra, puis en 2007, il rejoint le Hartbury College en Angleterre, déjà fréquenté dans le passé par d'autres joueurs africains tels que Majeed Waris ou encore David Accam. Jusqu'en 2011, il joue dans des équipes anglaise des divisions inférieures. 
Peu après, il est transféré à l'Östersunds FK, alors en quatrième division suédoise. Avec le club, il passe de la division quatre à la division deux. 
En janvier 2014, Mensiro est transféré à l'Örebro SK, équipe venant de remonter en première division suédoise. 
Après un an passé à l'Örebro SK, qui l'a vu jouer 9 matchs de championnat en deux ans, le joueur retourne à l'Östersunds FK qui, entre-temps, obtient sa promotion en première division suédoise.
En mai 2017, lui et le club se qualifient pour la finale de la Coupe de Suède qu'ils remporteront. 
Grâce à cette victoire, il effectue lors de cette même année ses débuts en Ligue Europa.

## Palmarès
- Vainqueur de la Coupe de Suède en 2017 avec l'Östersunds FK